# Ina Mihalache
Ina Mihalache, dite Solange, est une actrice, vidéaste, artiste plasticienne, humoriste et monteuse canadienne, née à Montréal le 14 mai 1985, et installée en France depuis 2004.
Elle est principalement connue pour sa chaîne YouTube SolangeTeParle, qui présente des émissions sur divers sujets et où elle adopte la personnalité de Solange, un personnage de son invention. Elle crée sa chaîne en novembre 2011, puis connaît un timide succès, jusqu'à atteindre 420 000 abonnés en juin 2023. Bien que la vidéaste veuille donner une émotion par la forme de ses vidéos plutôt que par leur fond (d’où son élocution particulière), les centres d’intérêts privilégiés par Ina Mihalache sont la culture et l'art en général, la sexualité et les sentiments.

## Biographie
Ina Mihalache naît à Montréal le 14 mai 1985. Elle est la fille d'un émigré roumain au Canada, Dumitru Mihalache, ayant fui le régime dictatorial de Nicolae Ceaușescu ; et d'une Québécoise, Doris Duguay. Vers l'âge de dix ans, elle décide de perdre son accent québécois pour adopter l'accent « à la française » qu'elle entend à la radio ou sur les chaînes de télévision francophones comme TV5. Elle explique qu'il s'agissait pour elle d'un « choix esthétique », ce qui alimente une controverse dans sa province natale.
Arrivée à Paris en 2004, elle entre au Cours Florent. Elle est admise en Classe Libre, suit les cours de Jean-Pierre Garnier et d'Olivier L. Brunet, mais échoue à quatre reprises au concours d'entrée au Conservatoire national supérieur d'art dramatique.
Ses principales inspirations artistiques et cinématographiques sont Anna Karina, Emmanuelle Riva, Lars von Trier, Sophie Calle et Tehching Hsieh.
Après avoir été révélée aux Talents Cannes de l'Adami par Mathieu Amalric dans le court métrage Deux cages sans oiseaux,, elle se consacre à la production d'œuvres atypiques, comme la trilogie Réussites/Patiences, abordant les questions de l'inadaptation, de l'isolement, de l'oisiveté, et de la nudité du corps dans l'espace public. Elle travaille également pour France Télévisions comme monteuse et voix off.
En novembre 2011, elle crée le blog Solange te parle, compilation de clips à thèmes. Le personnage de Solange délivre des conseils comiques et le plus souvent absurdes pour résoudre les problèmes du quotidien d'une jeune femme asociale. Ses raisonnements à caractère pataphysique évoquent La Minute nécessaire de monsieur Cyclopède de Pierre Desproges et Jean-Louis Fournier, ou certaines expériences conceptuelles de l'artiste américain John Baldessari. Ina Mihalache déclarera plus tard au sujet de sa création : « Solange est inadaptée. Elle ne sait pas faire les choses, mais elle essaye ».
En avril 2012, elle incarne le personnage de Sasha Maréchal dans des documentaires de France 3 : EtrangesAffaires.com, aux côtés du journaliste Patrick Pesnot. Sasha Maréchal illustre son enquête de dessins et de séquences d'animation.
En juillet 2012, elle collabore avec Radio France avec une série de 54 capsules quotidiennes diffusées sur de France Inter dans l'émission Antibuzz de Thomas Baumgartner : Solange lit tous tes tweets dont les thématiques sont tirées de quelques tweets,,. Elle revient sur les antennes en février 2013 avec la série Solange dans le bus, diffusé chaque mardi dans l'émission de Pascale Clark Comme on nous parle.
Une autre série, Solange pénètre ta vie intime, constituée de témoignages de femmes se confiant à Solange, apparaît sur le site du Mouv' le 14 février 2013, diffusée quotidiennement sur le site de la station jusqu'en juin 2013. La série reprend en janvier 2014, cette fois-ci doublée quotidiennement sur l'antenne.
Au théâtre, elle interprète le rôle-titre dans le spectacle jeune public Virginia Wolf mis en scène par Nathalie Bensard et adapté de l'album éponyme de Kyo Maclear et Isabelle Arsenault.
Le 6 janvier 2016, elle publie aux éditions Payot son premier ouvrage, Solange te parle, inspiré de son expérience sur Internet.

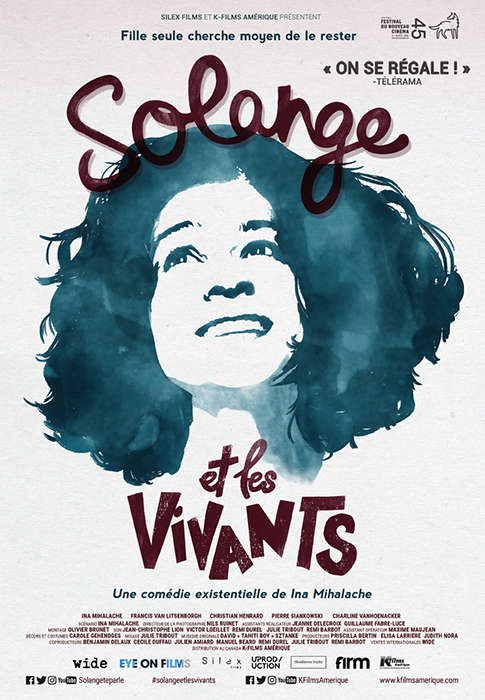
Affiche du film Solange et les Vivants, produit par financement participatif.

Le 30 janvier 2016, la projection en avant-première de son long-métrage Solange et les Vivants (tourné entre 2013 et 2014 et produit par financement participatif) débute au Luminor Hôtel de ville. La projection à l'échelle nationale débutera quant à elle le 9 mars 2016.
En octobre 2016, elle intègre Le Fresnoy - Studio National des Arts Contemporains au sein de la promotion Chantal Akerman. Son œuvre de première année intitulée Les buveuses d'eau, trois baignoires verticales, sonores et interactives, est incluse dans l'exposition Panorama 19 à l'automne 2017.
En février 2017, elle publie, toujours aux éditions Payot, un second ouvrage intitulé Très intime, verbatim des chroniques diffusées sur Le Mouv', augmenté d'un avant-propos.
Son livre Autoportrait en chienne est publié aux éditions de l'Iconoclaste en mars 2018. Il constitue son premier écrit littéraire. Ce livre a reçu le prix "30 millions d'amis", Goncourt des animaux, le 20 novembre 2018, décerné par un jury composé notamment de Michel Houellebecq, Irène Frain, Didier Decoin, Frédéric Lenoir et Didier Van Cauwelaert.
Le 28 février 2019 est présentée au Phenix de Valenciennes la création de son spectacle Ma présence suffit à enchanter le monde qui lui a permis d'obtenir son diplôme du Fresnoy avec mention pour l'originalité de l'œuvre. Il s'agit d'un one-woman show sensoriel et musical où l'artiste fait entendre sa voix intérieure aux spectateurs qui sont munis de casques audio, grâce à un dispositif de captation binaural.

## Polémiques
En avril 2017, une polémique naît à la suite de la publication de son livre Très intime. Il lui est en effet reproché d'avoir transposé à l'écrit des témoignages de participantes anonymes sans leur avoir préalablement demandé leur accord. Ces témoignages avaient été enregistrés, à l'origine deux ans plus tôt, sous forme d'interviews radiophoniques, bénéficiant d'une couverture d'anonymat total. La polémique sur le droit des participantes, à la propriété de leur témoignage anonyme, a été relayée par des journaux tels que L'Express, L'Obs, ou encore 20 minutes. Joël Ronez, producteur de la série sur Mouv', prit vigoureusement sa défense Ina Mihalache finira par répondre à la polémique, via une vidéo publiée sur son compte Twitter Solange te parle,. Une des participantes, à l'origine de la polémique, a réagi sur son blogue, avant d'y annoncer, quelques mois plus tard, qu'elle renonçait à une procédure.
En octobre 2018, elle est critiquée, au même titre que le youtubeur Cyprien, en raison d'un possible conflit d'intérêts dans les attributions des subventions du CNC. Ina Mihalache s'est en effet vu attribuer, en 2018, 50 000 euros par une commission dont elle était elle-même membre, bien qu'elle n'ait pas fait partie du jury le jour où cette subvention lui a été attribuée. Interrogé à ce sujet par le site Numerama, le CNC répond : « Si on interdisait aux vidéastes qui appartiennent à la Commission de postuler à des aides, on n’aurait plus personne pour y siéger ».

## Filmographie

### Actrice
- 2007 : Deux cages sans oiseaux de Mathieu Amalric : Muriel, la sœur
- 2008 : Grossesses et Macarons d'Anne Flandrin : Clémentine
- 2011 : ÉtrangesAffaires.com : L'affaire des vedettes de Cherbourg d'Olivier L. Brunet : Sasha Maréchal
- 2012 : ÉtrangesAffaires.com : L'affaire des missiles Exocet, Malouines 1982 d'Olivier L. Brunet : Sasha Maréchal
- 2012 : L'Entropie du milieu humain de Vivien Loiseau : la présentatrice geek
- 2016 : Ma révolution de Ramzi Ben Sliman : la professeure d'histoire géographie
- 2017 : Binary Love d'Ewan Golder : Jessica

### Réalisatrice
- 2007 : Tu peux ne pas du tout penser à moi, coréalisé avec Olivier L. Brunet.
- 2016 : Solange et les Vivants

## Théâtre
- 2014 : Virginia Wolf, spectacle jeune public de Nathalie Bensard d'après l'album de Kyo Maclear et Isabelle Arsenault, avec Marie Craipeau. Rôle titre.
- 2019 : Ma présence suffit à enchanter le monde, stand-up sensoriel et musical présenté en bi-frontal, les spectateurs étant munis de casques audio. Scénographie de Marine Prunier, musique de La Truite.
- 2019 : Ce jardin, avec Madeleine Fournier, Festival d'Avignon[38].

## Vidéographie
- 2010 : Réussites/Patiences, performance / triptyque vidéo de 8 heures mettant en scène deux comédiennes en temps réel.
- 2011- : Solange te parle, série de vidéos pour Internet.
- 2013 : goldenshow : le scrabble

## Radiophonie
- 2012 : Solange lit tous tes tweets, série de 54 capsules sonores pour France Inter et l'émission Antibuzz de Thomas Baumgartner.
- 2013 : Solange dans le bus, série de capsules sonores pour France Inter et l'émission Comme on nous parle de Pascale Clark.
- 2013-2014 : Solange pénètre ta vie intime, série de capsules sonores pour le Mouv'.

### Montages & voix off
- 2008 : Signes de l'espérance, France 2. Montage.
- 2009 : Les Silences de Maurice Zundel, France 2. Montage et voix off.
- 2010 : Ultreïa !, France 2. Montage et voix off.
- 2011 : La Beauté du geste, France 3. Montage.

## Installations artistiques
- 2017 : Les buveuses d'eau, Le Fresnoy[39]
- 2018 : Ma présence suffit à enchanter le monde, Le Fresnoy[40]

## Distinctions

### Cours Florent
| Année | Travail nommé                                      | Catégorie                      | Résultat |
| ----- | -------------------------------------------------- | ------------------------------ | -------- |
| 2007  | Ina Mihalache dans Babylone de Matthieu Dessertine | « Jacques » du meilleur acteur | Lauréat  |

### Prix littéraire
| Année | Travail nommé           | Catégorie            | Résultat |
| ----- | ----------------------- | -------------------- | -------- |
| 2018  | Autoportrait en chienne | Goncourt des animaux | Lauréat  |

#### Bases de données et dictionnaires
- Site officiel
- Ressources relatives à l'audiovisuel :   - Allociné
  - IMDb
- Ressource relative à plusieurs domaines :   - Radio France
- Notices d'autorité :   - VIAF
  - ISNI
  - BnF (données)
  - IdRef
  - LCCN
  - WorldCat